# Petra Hartung
Petra Hartung (* 6. Oktober 1969 in Gotha) ist eine deutsche Schauspielerin.

## Leben
Petra Hartung wuchs in Gotha/Thüringen auf und studierte von 1988 bis 1992 an der Berliner Hochschule für Schauspielkunst Ernst Busch, wo sie wie auch an der Hochschule für Musik und Theater in Leipzig als Schauspieldozentin tätig ist. Nach Theaterengagements in Berlin, Ingolstadt, Hamburg, Halle (Saale), Würzburg, Fürth und Weimar lebt sie als Schauspielerin und Sprecherin in Berlin. In verschiedenen Fernseh- und Kinoproduktionen ist sie zu sehen, unter anderem auch in internationalen.

## Filmografie

### Fernsehen
- 1990: Der Staatsanwalt hat das Wort
- 1998: Messer in Hennen
- 2004: Casting About
- 2004: Yugotrip
- 2005: SOKO Wismar
- 2006: Hinter Gittern – Der Frauenknast als Hilde Thomczyk
- 2007: Küstenwache
- 2010: Dreileben – Komm mir nicht nach
- 2012: Polizeiruf 110: Eine andere Welt
- 2017: Dengler – Fremde Wasser
- 2018: Ostfriesenblut
- 2019: Babylon Berlin (Fernsehserie)
- 2020: Die verlorene Tochter (Fernsehserie)
- 2020: Sløborn (Fernsehserie, 8 Folgen)
- 2020: Schatten der Mörder – Shadowplay (Fernsehserie)
- 2021: Polizeiruf 110: Monstermutter
- 2021: Für immer Eltern
- 2021: Ku’damm 63 (Fernsehserie)
- 2021: Das Versprechen
- 2021: Tatort: Wunder gibt es immer wieder
- 2022: Das Netz (Fernsehserie, Folge Spiel am Abgrund)
- 2022: Die Discounter(Webserie)
- 2022: Auris – Die Frequenz des Todes
- 2022: Souls (Fernsehserie)
- 2022: Kolleginnen: Für immer (Fernsehreihe)
- 2022: Kolleginnen – Das böse Kind (Fernsehreihe)
- 2023: SOKO Köln – Metaller
- 2023: Die Heiland – Wir sind Anwalt: Knochenjob
- 2023: Kolleginnen – Abgetaucht (Fernsehreihe)
- 2024: Vorübergehend glücklich (Fernsehreihe)
- 2024: Der Kommissar und die Angst
- 2025: Alarm für Cobra 11 – Die Autobahnpolizei: Hoffnung (Fernsehserie)
- 2025: Einspruch, Schatz! – Überraschungsgäste (Fernsehreihe)
- 2025: Stralsund: Blutgeld

### Kino
- 2003: Erbsen auf halb 6
- 2004: Yugotrip
- 2005: Kombat Sechzehn
- 2008: Der Vorleser (The Reader)
- 2009: Inglourious Basterds
- 2010: Wer wenn nicht wir
- 2011: Die verlorene Zeit
- 2011: Unknown Identity (Unknown)
- 2012: Ich fühl mich Disco
- 2014: Stereo
- 2014: After spring comes fall
- 2014: Der Nanny
- 2017: Die Vierhändige
- 2018: Männerfreundschaften